# Alpi del Bernina
Le Alpi del Bernina (Bernina-Alpen in tedesco) sono un sottosezione alpina delle Alpi Retiche occidentali, posta a cavallo di Italia (Lombardia) e Svizzera (Canton Grigioni), comprendendo al suo interno il massiccio del Bernina e altri gruppi montuosi.

## Classificazione

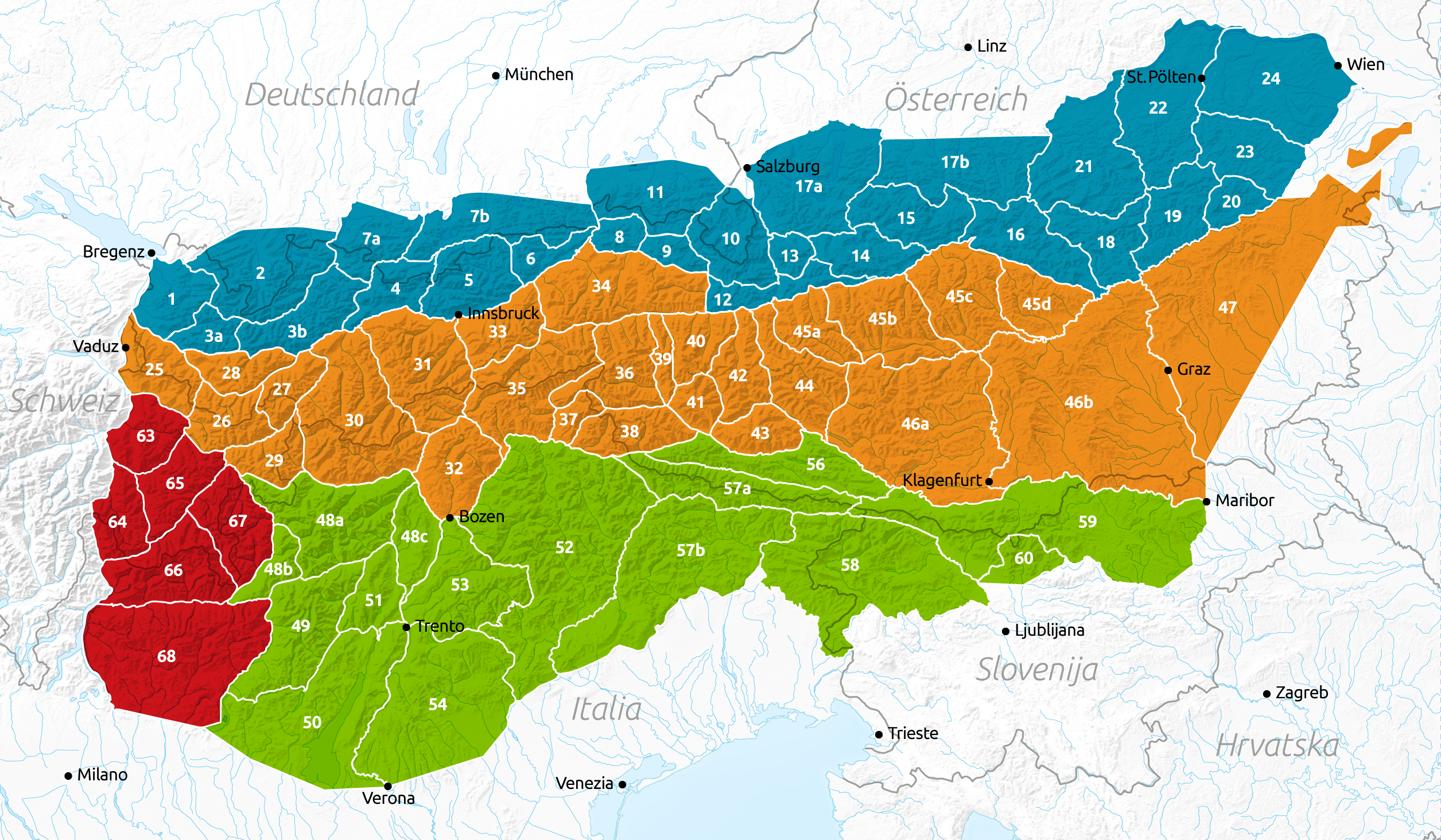
Le Alpi del Bernina secondo l'AVE sono individuate dal numero 66.

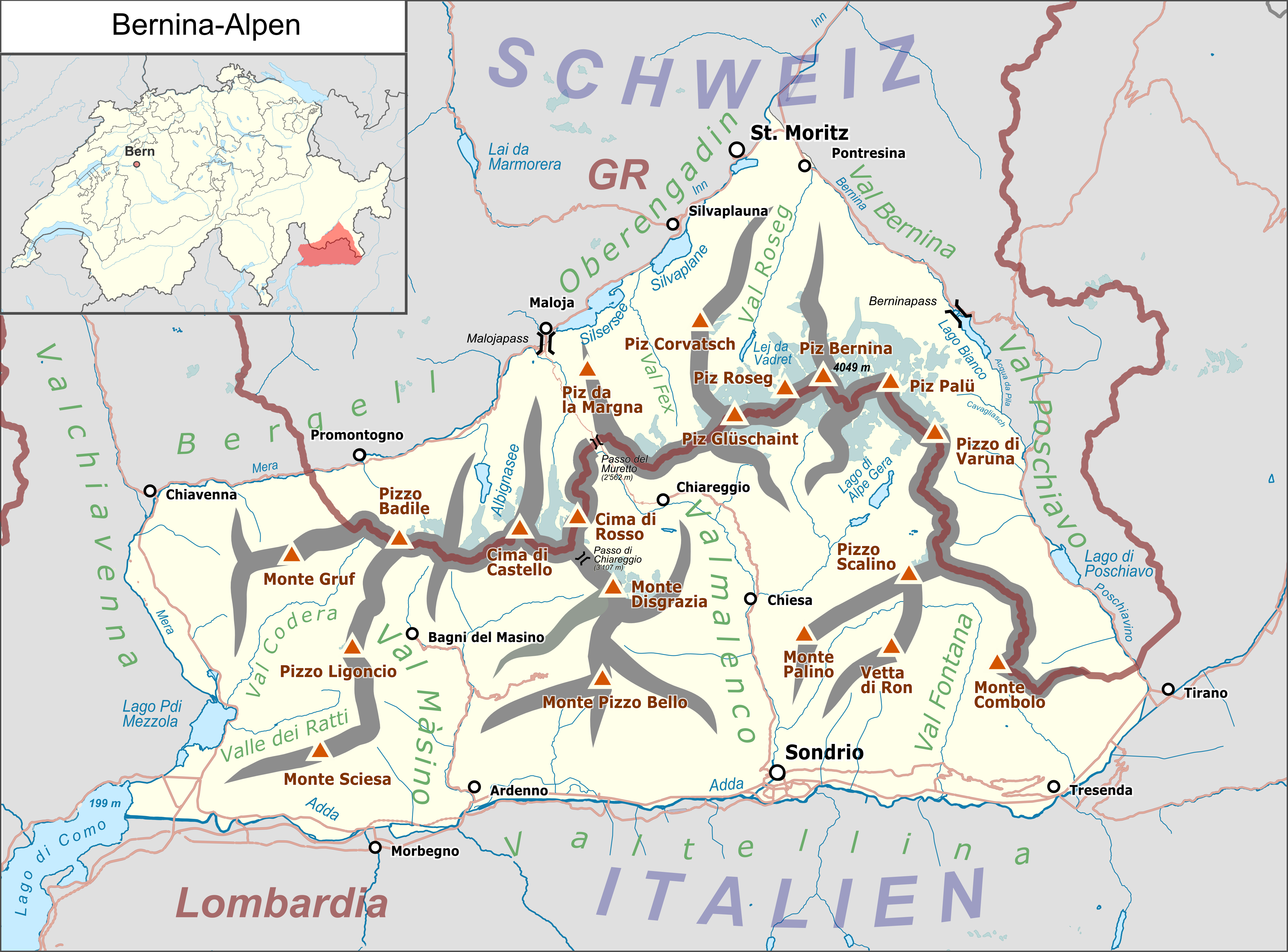
Cartina dettagliata del gruppo montuoso.

La Partizione delle Alpi le vedeva come appartenenti alla sezione n. 11: Alpi Retiche.
L'AVE le considera come il gruppo n. 66 (su 75) nelle Alpi Orientali.
La SOIUSA le vede come sottosezione alpina e vi attribuisce la seguente classificazione:
- Grande parte = Alpi Orientali
- Grande settore = Alpi Centro-orientali
- Sezione = Alpi Retiche occidentali
- Sottosezione = Alpi del Bernina
- Codice = II/A-15.III

## Geografia
Le Alpi del Bernina interessano l'Italia (Regione Lombardia) e la Svizzera (Canton Grigioni).
Confinano:
- a nord-est con le Alpi di Livigno (nella stessa sezione alpina) e separate dal passo del Bernina,
- a sud con le Alpi Orobie (nelle Alpi e Prealpi Bergamasche) e separate dal corso del fiume Adda (Valtellina),
- ad ovest con le Alpi dell'Adula (nelle Alpi Lepontine) e separate dai fiumi Mera e Liro,
- a nord-ovest con le Alpi del Platta e le Alpi dell'Albula (nella stessa sezione alpina) e separate dalla Val Bregaglia, dal passo del Maloja e dalla vallata superiore dell'Engadina.

Ruotando in senso orario i limiti geografici sono: Passo del Maloja, Engadina, Val Bernina, Passo del Bernina, Val Poschiavo, Valtellina, fiume Mera, Val Bregaglia, Passo del Maloja.

## Suddivisione

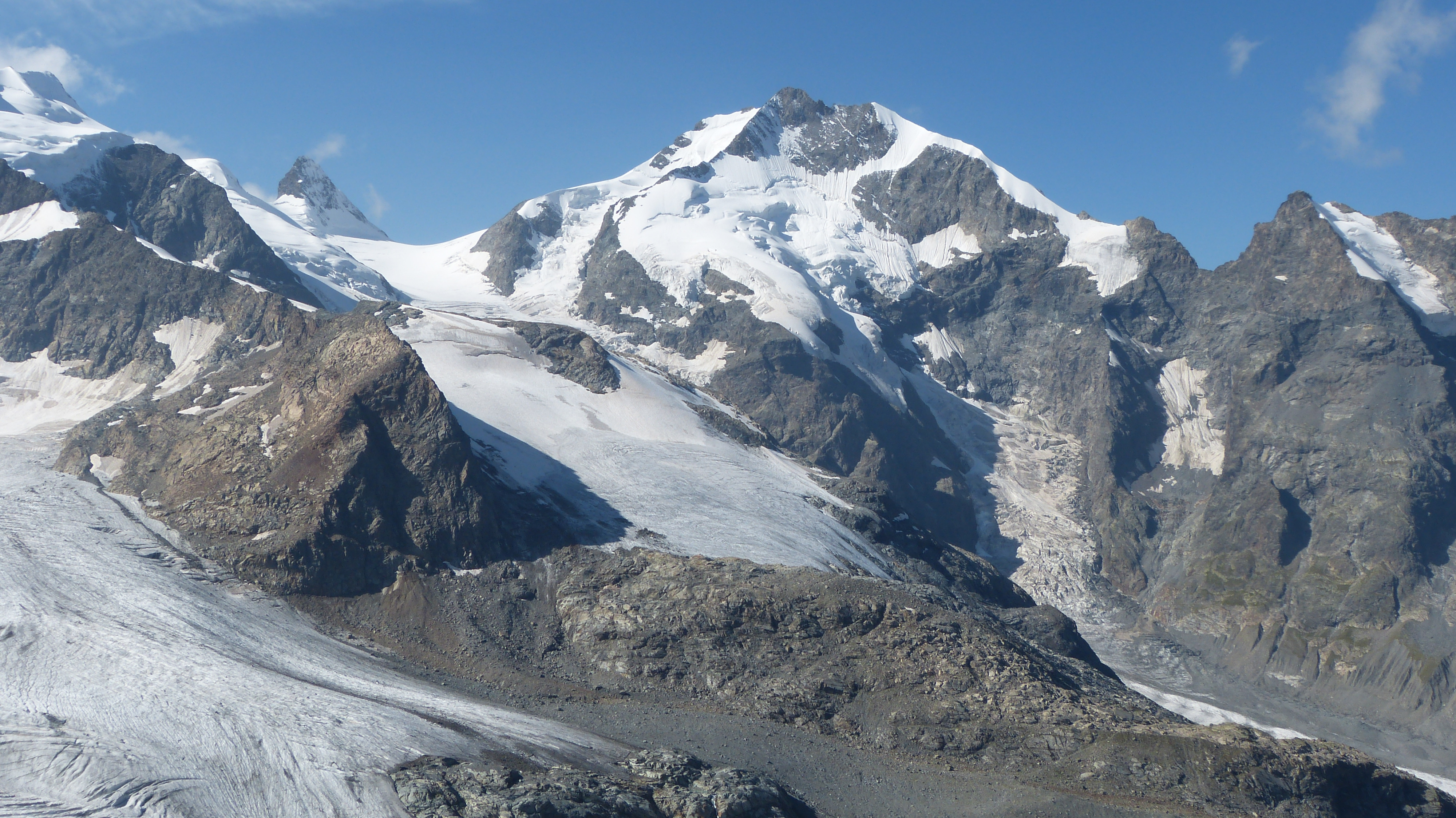
Massiccio del Bernina

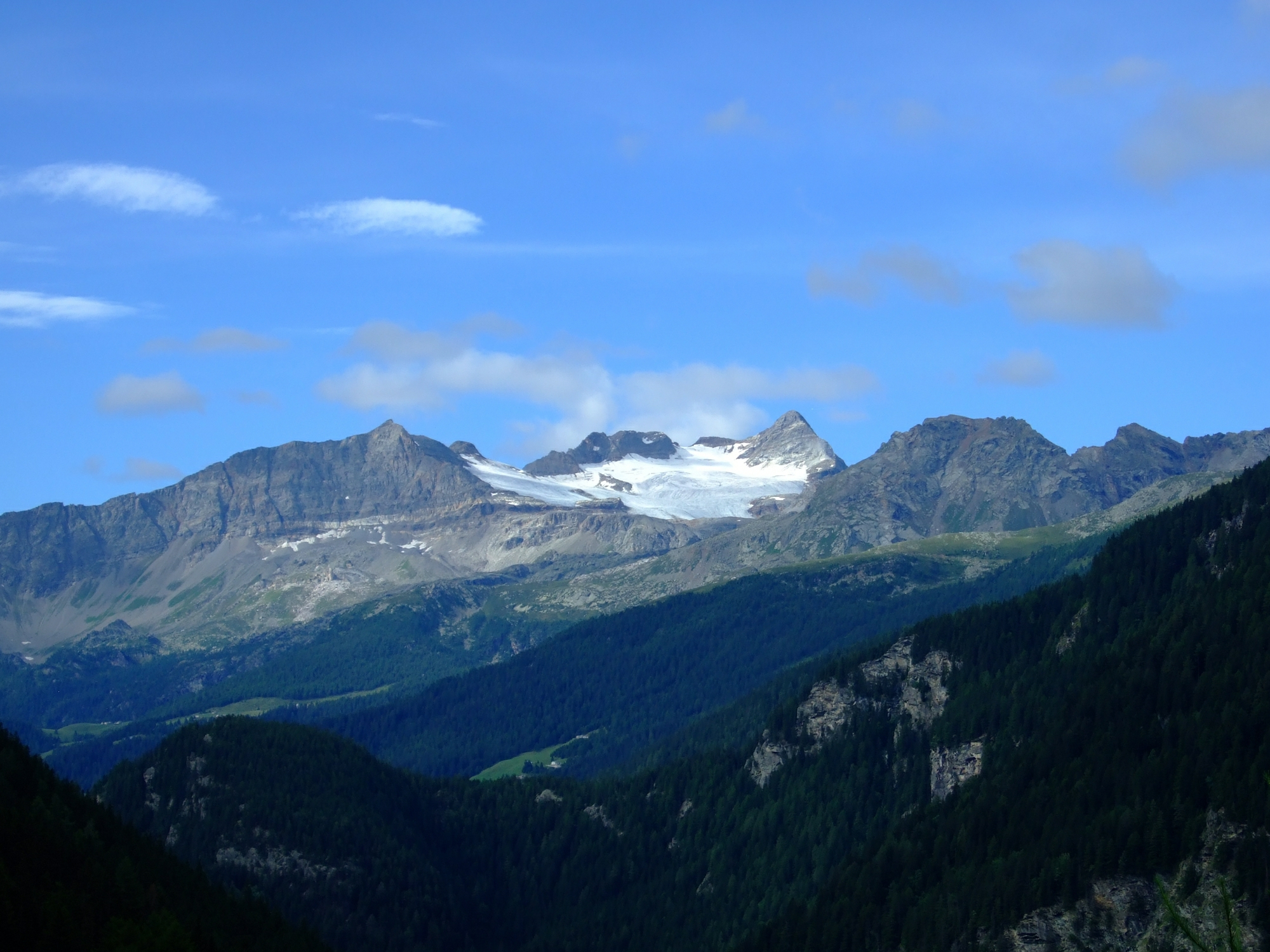
Gruppo dello Scalino

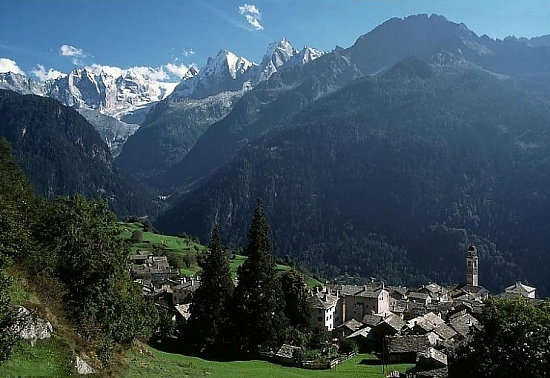
Monti della Val Bregaglia

Secondo la SOIUSA le Alpi del Bernina sono suddivise in due supergruppi, quattro gruppi e venti sottogruppi:
- Catena Bernina-Scalino (A)
  - Massiccio del Bernina (A.1)
    - Sottogruppo del Tre Mogge (A.1.a)
    - Sottogruppo del Gluschaint (A.1.b)
      - Cresta del Gluschaint (A.1.b/a)
      - Costiera del Corvatsch (A.1.b/b)

    - Sottogruppo del Bernina (A.1.c)
    - Sottogruppo dello Zupò (A.1.d)
    - Sottogruppo del Piz Palü (A.1.e)

  - Gruppo dello Scalino (A.2)
    - Sottogruppo Scalino-Canciano (A.2.a)
    - Sottogruppo Painale-Rognedo (A.2.b)
    - Sottogruppo Malgina-Combolo (A.2.c)
- Monti della Val Bregaglia (B)[3]
  - Gruppo del Castello (B.3)
    - Catena Pizzi Torrone-Monte Sissone (B.3.a)
    - Catena Cima di Castello-Piz Bacun (B.3.b)
    - Catena Pizzi del Ferro-Monte di Zocca (B.3.c)
    - Costiera Sciora-Cacciabella (B.3.d)
    - Catena Pizzo Badile-Pizzo Cengalo (B.3.e)
    - Costiera Pizzo di Prata-Monte Gruf (B.3.f)
    - Costiera Liconcio-Sasso Manduino (B.3.g)
    - Costiera Cime del Calvo-Monte Spluga (B.3.h)

  - Gruppo del Disgrazia (B.4)
    - Sottogruppo del Disgrazia (B.4.a)
    - Costiera Remolazza-Arcanzo (B.4.b)
    - Sottogruppo Pizzo Cassandra-Cima del Duca (B.4.c)
    - Sottogruppo dei Corni Bruciati (B.4.d)

La Valmalenco ed il Passo del Muretto dividono i due supergruppi: i Monti della Val Bregaglia ad ovest e la Catena Bernina-Scalino ad est. Inoltre il Passo Confinale divide il Massiccio del Bernina dal Gruppo dello Scalino.

## Vette

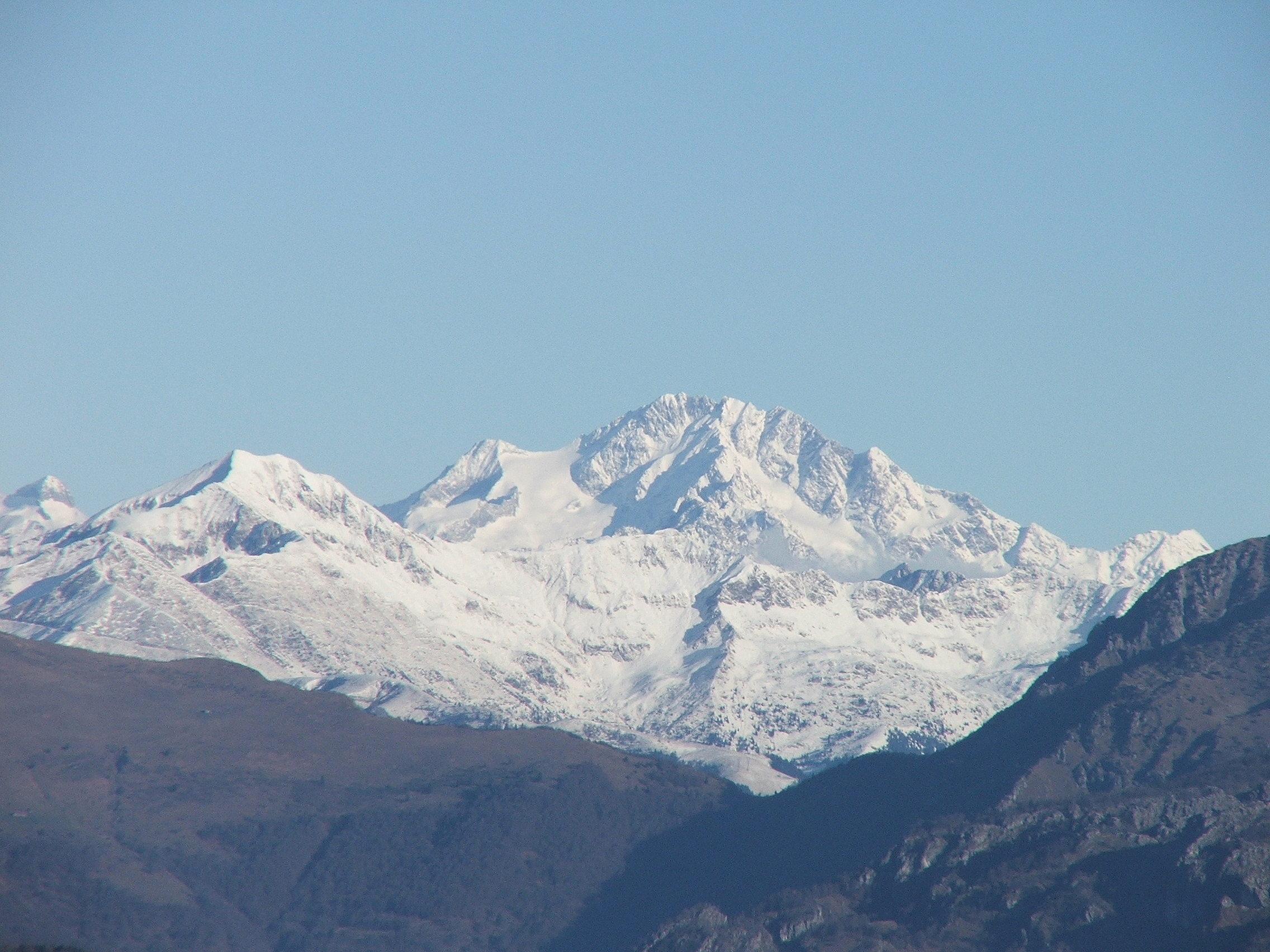
Il Monte Disgrazia.

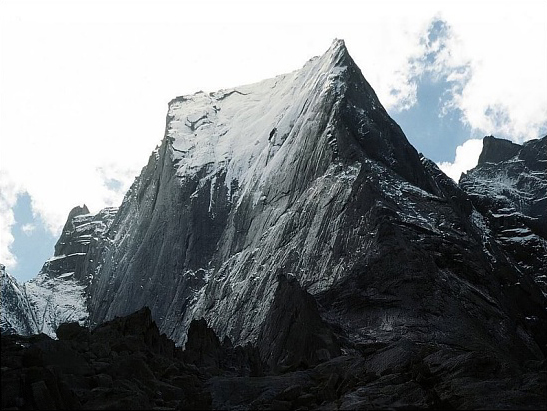
Pizzo Badile

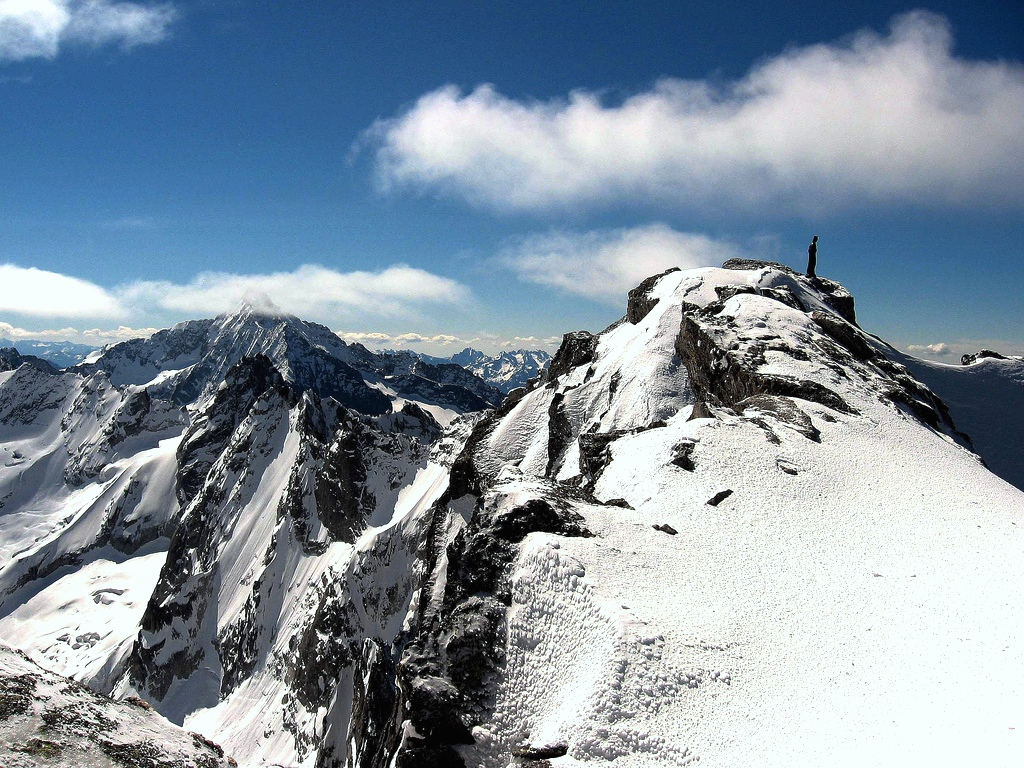
Cima di Castello

Oltre alle vette del massiccio del Bernina le Alpi del Bernina presentano queste principali montagne:
- Monte Disgrazia - 3.678 m
- Cima di Castello - 3.388 m
- Pizzo Cengalo - 3.367 m
- Pizzo Scalino - 3.323 m
- Pizzo Badile - 3.308 m
- Sciora di Dentro - 3.275 m
- Pizzi Gemelli - 3.262 m e 3.225 m
- Punta Painale - 3.246 m
- Piz Bacun - 3.244 m
- Pizzo Cassandra - 3.226 m
- Ago di Sciora - 3.205 m
- Sciora di Fuori - 3.169 m
- Vetta di Ron - 3.137 m
- Pizzo Canciano - 3.103 m
- Pizzo Ligoncio - 3.033 m
- Pizzo Cacciabella - 2.980 m
- Cima del Duca - 2.968 m
- Cime di Rogneda - 2.926 m
- Pizzo Combolo - 2.900 m
- Corna Mara - 2.807 m.